# دوروثي غارود
دوروثي آني إليزابيث غارود (بالإنجليزية: Dorothy Annie Elizabeth Garrod) (مواليد 5 مايو 1892 - توفيت 18 ديسمبر 1968)، الحائزة على رتبة الإمبراطورية البريطانية وزمالة الأكاديمية البريطانية، كانت عالمة آثار إنجليزية تخصصت في العصر الحجري القديم. شغلت منصب بروفيسور في علم الآثار بدرجة ديزني في جامعة كامبريدج من عام 1939 حتى عام 1952، وكانت أول امرأة شغلت مقعدًا في أوكسبريدج.

## نشأتها وتعليمها
كانت غارود ابنة للطبيب السير أرتشيبالد غارود ولورا إليزابيث سميث، ابنة الجراح السير توماس سميث، البارونيت الأول. وُلدت في تشاندوس ستريت، لندن، وتلقت تعليمها في المنزل. كانت معلّمتها الأولى هي إيزابيل فراي بصفتها مربية لها. وكانت غارود تتذكر تعليم فراي لها، في عمر التاسعة، في هارلي ستريت مع ابنة والتر جيسوب. التحقت لاحقًا بمدرسة بيركلاندز في سانت ألبانز.
في عام 1913، دخلت غارود كلية نيونهام في جامعة كامبريدج، وتحولت في ذلك العام إلى اتباع الكنيسة الرومانية الكاثوليكية. درست التاريخ هناك، متممةً مقررها التعليمي في عام 1916. عملت خلال الحرب مع اتحاد النساء الكاثوليكي، وذلك حتى سُرحت في عام 1919. ذهبت بعدها إلى مالطا، حيث كان يعمل والدها، وبدأت تهتم بالآثار المحلية.

## مسيرتها المهنية
بعد عودة عائلاتها إلى إنجلترا، واستقرارها في أوكسفورد، تجهزت غارود لتحصيل شهادة دبلوم في علم الإنسان من متحف بيت ريفرز. هناك تلقت تعليمها على يد روبرت رانولف ماريت وتلقت امتيازًا عند تخرجها في عام 1921. وكانت قد وجدت مهنة فكرية، وهي علم الآثار التابعة للعصر الحجري القديم. درست بعدها لسنتين، من عام 1922 حتى عام 1924، مع الفرنسي آبي برويل المختص بعصور ما قبل التاريخ في معهد علم الحفريات الإنسانية في باريس.
عقب إتمامها لدراستها، بدأت غارود بالتنقيب في جبل طارق. وبناء على توصيات برويل، استقصت كهف برج الشيطان، الذي كان يبعد 350 مترًا فقط عن محجر فوربس، حيث كان قد عُثر على جمجمة إنسان نياندرتال في وقت سابق. اكتشفت غارود في هذا الكهف عام 1925 جمجمة إنسان نياندرتال ثانيةً مهمةً بات يُطلق عليها الآن اسم جبل طارق 2.
في عام 1926، نشرت غارود عملها الأكاديمي الأول، العصر الحجري القديم الأعلى في بريطانيا، (بالإنجليزية: The Upper Paleolithic of Britain)، الذي مُنحت بفضله شهادة بكالوريوس في العلوم من قبل جامعة أوكسفورد. في عام 1928 ترأست بعثة في جنوب كردستان أدى عملها إلى تنقيبات كهف هزار ميرد وكهف زارزي.
في عام 1929، عُيّنت غارود لإدارة التنقيبات في وادي المغارة في جبل الكرمل في فلسطين، ضمن مشروع مشترك بين المدرسة الأمريكية لأبحاث عصور ما قبل التاريخ والمدرسة البريطانية لعلم الإنسان في القدس. أنجِزت سلسلة من 12 عملية تنقيب شاملة خلال 22 شهر، وأدت النتائج إلى وضع إطار زمني تاريخي لم يزل شديد الأهمية في الفهم الحالي لعصر ما قبل التاريخ. خلال عملها بالقرب من دوروثيا بيت، برهنت تسلسلًا طويلًا للتجمعات السكانية في العصر الحجري القديم السفلي والعصر الحجري القديم الأوسط والعصر الحجري الوسيط في مغارات طابون والواد والسخول والشقبة وكبارة. وصاغت أيضًا العلامة الثقافية للثقافة النطوفية في العصر الحجري الوسيط المتأخر (من وادي النطف، موقع مغارة شقبا) عقب تنقيباتها في مغارة السخول والواد. أجريت أعمالها التنقيبية في مواقع المغارات في بلاد الشام بتجنيد عاملات نساء من القرى المحلية بشكل شبه حصري. يُنسب إلى واحدة من تلك النساء، يسرى، الفضل في اكتشاف جمجمة إنسان نياندرتال طابون 1. كانت تنقيباتها أيضًا أول تنقيبات يُستخدم فيها التصوير الجوي.
في عام 1937، نشرت غارود العصر الحجري في جبل الكرمل (بالإنجليزية: The Stone Age of Mount Carmel)، الذي اعتبِر عملًا رائدًا في المجال. في عام 1938، سافرت إلى بلغاريا ونقّبت في كهف باتشو كيرو الذي يعود إلى العصر الحجري القديم.
بعد أن شغلت عددًا من المناصب الأكاديمية، من بينها مديرة الدراسات علم الآثار وعلم الإنسان في كلية نيونهام، أصبحت بروفيسورة علم الآثار بدرجة ديزني في جامعة كامبريدج في 6 مايو 1939، وكان منصبًا شغلته حتى عام 1952. استُقبل تعيينها بحماس من قبل النساء من الطلبة وأقيمت «وليمة كلية» على شرفها في نيونهام، حيث سُمّي كل طبقٍ نسبةً إلى عنصرٍ أثريًّ. بالإضافة إلى ذلك، قالت مجلة كامبريدج ريفيو: «إنّ انتخاب امرأة لمنصب بروفيسور بدرجة ديزني في علم الآثار هو خطوة هائلة نحو المساواة التامة بين الرجال والنساء في الجامعة». كانت المساواة بين الجنسين في جامعة كامبريدج آنذاك ما تزال محدودة: بالنسبة لامرأة، لم يكن بمقدور غارود أن تتمتع بعضوية كاملة في الجامعة، ما أدى إلى استثنائها من التحدّث أو التصويت في شؤون الجامعة. استمر ذلك على حاله حتى عام 1948، عندما أصبحت النساء يتمتعن بعضوية كاملة في الجامعة.
من عام 1941 حتى عام 1945، أخذت غارود إجازة من الجامعة وخدمت في القوات الجوية النسائية الإضافية، وجاء تعيينها في وحدة التفسير الفوتوغرافي التابعة لمحطة مدمنهم للقوات الجوية الملكية بصفة مسؤولة قسم.
بعد الحرب، عادت غارود إلى منصبها وأجرت عددًا من التغييرات في القسم، بما في ذلك نموذجًا دراسيًا للعالم ما قبل التاريخي. إذ كانت فترة ما قبل التاريخ تُعتبر أوروبية أو فرنسية على وجه التحديد في ما مضى، فوسّعت غارود المفهوم ليُطبَّق على مستوى العالم. أجرت غارود أيضًا بعض التغييرات في بنية دراسات علم الآثار، محولة بذلك جامعة كامبريدج إلى الجامعة البريطانية الأولى التي تقدم مناهج جامعية في علم الآثار ما قبل التاريخية. خلال العطل الصيفية الجامعية، سافرت غارود إلى فرنسا ونقّبت في موقعين مهمين: كهف فونتيشوفاد مع جيرمين هينري مارتن، وآنغل سور لانغلان مع سوزان دو سان ماتوران.